# Tartigny

Tartigny este o comună în departamentul Oise, Franța. În 1 ianuarie 2022 avea o populație de 253 de locuitori.